# Ariadna G. García
Ariadna G. García (Madrid, 10 de enero de 1977) es una poeta, novelista, investigadora, crítica literaria, traductora y profesora española.

## Trayectoria
Licenciada en Filología Hispánica, está en posesión del Diploma de Estudios Avanzados en Literatura Española. En el año 2000, en 5.º de carrera, le fue concedida una beca de colaboración con la Complutense. En 2004, recibió una beca FPU para el desarrollo de su tesis. Ha sido investigadora del Instituto Universitario Menéndez Pidal y del Departamento de Filología II de la Universidad Complutense de Madrid. En el año 2001 obtuvo una beca de creación artística en la emblemática Residencia de Estudiantes, otorgada por el ayuntamiento de Madrid (2001-2002). Fruto de sus años de investigadora son los libros Poesía española de los Siglos de Oro (Akal. 2009) y Antología de la poesía española. 1939-1975 (Akal. 2006). Además de investigadora, es poeta. Ha ganado los premios Hiperión, Arte Joven de la Comunidad de Madrid, Miguel Hernández-Comunidad Valenciana y El Príncipe Preguntón. En el año 2003, en colaboración con los poetas Álvaro Tato y Guillermo López Gallego, publicó el volumen Veinticinco poetas españoles jóvenes (Hiperión, 2.ª reimpresión 2006), obra que recoge una muestra de la poesía del nuevo milenio. Su obra está recogida en varias antologías poéticas, así como en las revistas Turia, Ex Libris, Antaria, Revista Áurea, Nueva Revista, Cuadernos del Matemático y La galla ciencia. En los últimos años se ha dado a conocer como crítica literaria, novelista y traductora. Compagina la creación con la preparación de materiales didácticos (ESO y Bachillerato) para las editoriales Akal y SM.
Número uno de su oposición, Ariadna G. García es profesora de Lengua Castellana y Literatura desde hace más de una década. Desde el año 2018 forma parte del claustro del IES "Cervantes", uno de los seis institutos históricos de Madrid.
También ha sido vigilante de seguridad habilitada por el Ministerio del Interior y librera en "La Central" de Callao. 
En los años 2009 y 2016 fue miembro del jurado de poesía del premio "Ojo Crítico" de RNE.
En 2015 representó a España en el XXII Encuentro Internacional de Mujeres Poetas, que tuvo lugar en Cereté (Colombia).
Ejerce la crítica literaria, de manera habitual, en Oculta Lit; también ha colaborado con La estafeta del viento, La tormenta en un vaso y Culturamas (Planeta de Libros). 
Mantiene un blog, El rompehielos. Ha dirigido el programa de poesía La luz de la linterna (en Radio 21) y ha sido columnista del suplemento "Campus" del diario El Mundo (2001-2002).
Algunos de sus poemas han sido traducidos al árabe, al checo, al finés, al portugués y al chino.

## Obra

### Poesía
- 2025, Adamar. Pre-Textos, Valencia. ISBN 978-84-10309-36-4
- 2023, Sabiduría de los límites. Línea de flotación. Universidad de Alcalá de Henares, Alcalá de Henares. ISBN 978-84-19745-25-5
- 2020, Sublevación. Pre-Textos, Valencia. ISBN 978-84-18178-23-8
- 2018, Ciudad sumergida. Ediciones Hiperión, Madrid. ISBN 978-84-9002-129-3
- 2017, Línea de flotación. Ediciones Aguadulce, Bayamón, Puerto Rico. ISBN 978-0-9989438-1-7
- 2016, Las noches de Ugglebo. Diputación de Granada, Granada. ISBN 978-84-7807-554-6
- 2014, Helio. La Garúa, Barcelona. ISBN 978-84-941140-6-9
- 2013, La Guerra de Invierno. Ediciones Hiperión, Madrid. ISBN 84-9002-017-3
- 2005, Apátrida. Ediciones Hiperión, Madrid. ISBN 84-7517-830-8
- 2001, Napalm. Cortometraje poético. Ediciones Hiperión, Madrid. ISBN 84-7517-698-4

### Novela
- 2019, El año cero. Ménades, Madrid. ISBN 978-84-942719-5-3
- 2014, Inercia. Baile del Sol, Tenerife. ISBN 978-84-120458-0-2

### Ensayo
- 2021, Cornucopia. Polibea, Madrid. ISBN 978-84-123112-2-8

### Traducción
- 2013, Vivo en lo invisible. Nuevos poemas escogidos, de Ray Bradbury, preparada con Ruth Guajardo González. Salto de Página, Madrid. ISBN 978-94-15065-46-3

### Ediciones
- 2019, Antología poética. Juana Inés de la Cruz. Ediciones Akal, Colección Akal Literaturas, Madrid. ISBN 978-84-460-4749-0
- 2016, Temas desde el siglo XVIII a la actualidad. Grupo SM, Madrid. Material complementario del libro de texto Lengua Castellana y Literatura 4.º ESO. ISBN 978-84-675-8694-7
- 2015, Antología: Temas y tópicos de la Edad Media al Siglo de Oro. Grupo SM, Madrid. Material complementario del libro de texto Lengua Castellana y Literatura 3.º ESO. ISBN 978-84-675-7620-7
- 2009, Poesía española de los Siglos de Oro. Ediciones Akal, Colección Akal Literaturas, Madrid. ISBN 978-84-460-2427-9
- 2006, Antología de la poesía española (1939 - 1975). Ediciones Akal, Colección Akal Literaturas, Madrid. ISBN 84-460-2021-1
- 2003, Veinticinco poetas españoles jóvenes, antología coordinada con Guillermo López Gallego y Álvaro Tato. Ediciones Hiperión, Madrid, 2006, 2.ª reimpresión. ISBN 84-7517-778-6

## Premios recibidos
- 2015, Premio de Poesía Infantojuvenil El Príncipe Preguntón, por Las noches de Ugglebo.
- 2013, Premio Internacional de Poesía Miguel Hernández-Comunidad valenciana (2013).[1] Su poemario La Guerra de Invierno (Hiperión), además, fue finalista de los Premios de la Crítica de Madrid 2013.
- 2005, Premio de Arte Joven de la Comunidad de Madrid, por Apátrida"
- 2001, premio Hiperión de Poesía, por Napalm.

## Presencia en antologías
- Mujeres de carne y verso. Antología poética femenina en lengua castellana del siglo XX. La esfera literaria, Madrid, 2001. ISBN 84-9734-012-4
- Veinticinco poetas españoles jóvenes. Ediciones Hiperión, Madrid, 2003, 2.ª reimpresión, 2006. ISBN 84-7517-778-6
- 33 de Radio 3. Calamar Ediciones. Madrid, 2004. ISBN 84-96235-02-5
- Los lunes, poesía. Ediciones Hiperión. Madrid, 2004. ISBN 84-7517-739-5
- Premio Isabel de España de poesía. 1980-2005. Sial, Madrid, 2005. ISBN 84-96464-10-5
- Los jueves poéticos en La Casa del Libro. Ediciones Hiperión, Madrid, 2006. ISBN 84-7517-859-6
- Espirelia poética V. Cuadernos de poesía Espartaria, Lorca, 2007. ISBN MU -1025-2007
- Becas del Ayuntamiento de Madrid en la Residencia de Estudiantes. Un compromiso con la creación y la investigación. Residencia de Estudiantes. Madrid, 2009. Edición no venal.
- Blanco nuclear. Antología de poesía gay y lésbica última. Sial. Madrid, 2011. ISBN 978-84-15014-69-0.[2]
- Ida y vuelta. Antología poética sobre el viaje. Fin de viaje. Madrid, 2011. ISBN 84-938680-0-0.
- Leve es la parte de la vida que como dioses rescatan los poetas. Revista áurea y Editorial Polibea. Madrid, 2013. ISBN 978-84-86701-66-6.
- Voces del extremo. Poesía y resistencia. Amargord. Madrid, 2013. ISBN 978-84-941769-9-9.
- Generación 2001. 26 poetas españolas (sin peaje). La Manzana Poética. n.º 37. Córdoba, 2014.
- 38 poetas españoles actuales. La Manzana Poética. n.º 40-41. Córdoba, 2015.
- El cielo en movimiento. De la movida al nuevo Madrid en treinta miradas. Dos Bigotes. Madrid, 2015. ISBN 978-84-943559-5-0.
- (Tras)lúcidas. Poesía escrita por mujeres (1980-2016). Bartleby. Edición de Marta López Vilar. Madrid, 2016. ISBN 978-84-92799-97-8.
- Las Úrsulas que sostienen la casa. Ediciones Corazón de Mango. Prólogo Beatriz Vanegas Athías. Colombia, 2016.
- La escritura plural. 33 poetas entre la dispersión y la continuidad de una cultura. Antología actual de poesía española. Ars poética. Prólogo de Luis Alberto de Cuenca. Selección, notas y presentación de Fulgencio Martínez. Oviedo, 2019. ISBN 978-84-17691-45-5.
- Insumisas. Poesía crítica contemporánea de mujeres. Baile del Sol. Prólogo y selección de Alberto García-Teresa. Santa Cruz de Tenerife, 2019. ISBN 978-84-17263-62-1
- «El haiku, entre dos orillas», en la revista Ínsula. Selección de haikus por Josep M.ª Rodríguez. Barcelona, 2019. ISSN 0020-4536
- Uni-versos. Hiperión. Madrid, 2021.

## Estudios monográficos sobre su obra
- "Ciudad sumergida, de Ariadna G. García", por Juan Carlos Abril. Tercera Vía. La poesía española entre la tradición y la vanguardia. Pre-Textos. 2024. Páginas 247-251. ISBN 978-84-19633-78-1
- "Queer Futurity and Conflicted Feeling(s) in the Poetry of Ariadna G. García", por Paul Cahill. Romance Quarterly. Volumen 70. nº 4. 2023.
- "De la conciencia a la autoconciencia: el ecofeminismo como respuesta poética", por Juan Carlos Abril. Bulletin of Hispanic Studies. Volumen 100. Nº 8. Páginas 839-859. 2023. ISSN-e 1478-3398,
- "La incidencia de la voz. Discurso y construcción en Ariadna G. García", por Raúl Díaz Rosales. Adarve. Revista de crítica y creación poética, n.º 7, 2014. Páginas 42-51. ISSN-e 1885-9720

## Presencia de la autora en diccionarios
- Diccionario Espasa. Literatura española. Espasa. Madrid, 2004. ISBN 84-670-1272-2
- Madrid creativa. Diccionario de 200 artistas imprescindibles que trabajan en Madrid. Comunidad de Madrid. Madrid, 2007. Edición no venal.
- Enciclopedia de la Cátedra Miguel Delibes. Universidad de Valladolid.